# Junonia nigralis
Junonia nigralis är en fjärilsart som beskrevs av Forbes 1928. Junonia nigralis ingår i släktet Junonia och familjen praktfjärilar. Inga underarter finns listade i Catalogue of Life.